# 舍拉星
小行星596（596 Scheila）是一颗围绕太阳公转的主带小行星和主带彗星。它是由德国天文学家奥古斯特·科普夫于1906年2月21日在德国海德堡发现的，科普夫以他在海徳堡大學任教時的一位英國女學生舍拉（Scheila）命名。

## 特征
小行星596位于火星和木星之间的小行星带，近日点距离太阳2.4446天文单位，远日点距离3.4113天文单位，最近一次到达近日点是在2007年5月20日，下次到达近日点将会在2012年5月19日。

## 喷发事件
在小行星596发现后的一百多年中，天文学家对其进行无数次观测都没有发现它存在任何异常之处。但在2010年12月11日，正在执行卡特琳娜巡天系统的天文学家斯蒂夫·拉尔森突然发现小行星596的亮度比预计高了两倍，而且其外侧出现彗星特有结构——视星等13.5的彗发。通过对卡特琳娜巡天系统历史存档图像的对比，天文学家判定这次“喷发”事件发生于2010年11月11日至12月3日之间。位于夏威夷2米口径的北霍基斯望远镜拍摄的照片显示小行星596拥有一条背向太阳的线性尾巴，以及一条由喷发速度相对较慢、颗粒大小较大的环绕在它轨道的尾巴。
通过使用哈勃太空望远镜和雨燕卫星对小行星596进行的后续深入观测，天文学家认为其突然出现的羽毛状喷发物是由一颗之前未知的直径在~35米的天体以~5千米/秒的速度撞击小行星596而产生的干燥灰尘和砾石组成。雨燕卫星搭载的紫外/光学望远镜(UVOT)对其进行多波段图像和光谱分析也未发现一般彗星气体常见的成分，如氢氧根和氰，这些成分的明显缺失排除了冰雪物质引发这一事件的可能性。这是第二颗证实由于撞击事件而出现彗星结构的主带彗星，在2010年早些时候，哈勃太空望远镜发现一颗类似特征的主带彗星——P/2010 A2。科学家认为，类似小行星596直径大小的主带小行星每5年都可能被直径为10-100米的小型天体撞击。